# Ярило (кратер)
Ярило (лат. Jarilo) — ударный кратер овальной формы на поверхности Гипериона, спутника Сатурна. Примерные координаты центра — 61° с. ш. 183° з. д. / 61° с. ш. 183° з. д.. Находится внутри намного более крупного безымянного кратера, диаметр которого составляет 122 км (при том, что средний размер самого Гипериона составляет 288 км), а глубина порядка 10 км. Кратер Ярило был обнаружен на снимках космического аппарата «Вояджер-2» в 1981 году, а в дальнейшем его снял в более высоком разрешении аппарат «Кассини».

## Эпоним
Кратер назван в честь Ярило — персонажа мифологии восточных славян, связанного с весной, плодородием и любовью. Это название было утверждено Международным астрономическим союзом в 1982 году.